# Demokratische Partei Russlands
Die Demokratische Partei Russlands (russisch Демократи́ческая па́ртия Росси́и (ДПР) / Demokratitscheskaja partija Rossii (DPR)) war eine liberale politische Partei in Russland. Sie wurde 1990 gegründet und zählte Anfang 2007 gut 82.000 Mitglieder. Im November 2008 wurde sie aufgelöst, um sich an der liberalen Partei Gerechte Sache zu beteiligen.

## Politische Ausrichtung
Die Demokratische Partei Russlands war prowestlich, streng demokratisch und liberal ausgerichtet. Im Programm der Partei bei den Wahlen 2008 war ein zentraler Punkt das Ziel der Annäherung Russlands an die Europäische Union, ein Beitritt zum Schengen-Raum und eine Anpassung des Lebensstandards an das europäische Lohnniveau. Die Partei hatte vor allem die Mittelschicht als Wähler-Zielgruppe.

## Geschichte der Partei
Die Partei wurde im Mai 1990 als eine der zur KPdSU oppositionellen Parteien von Nikolai Trawkin gegründet. 1991 unterstützte sie Boris Jelzin bei der ersten russischen Präsidentschaftswahl, ging jedoch im Dezember des gleichen Jahres aus Protest gegen die Auflösung der Sowjetunion in die Opposition. Bei der Parlamentswahl in Russland 1993 konnte sie mit 5,52 % der Wählerstimmen ihren bis heute größten Erfolg verbuchen. Bei der Nachfolgewahl 1995 zogen zwei Kandidaten der DPR in die Duma ein, darunter der bekannte Filmregisseur Stanislaw Goworuchin. Bis Ende der 90er-Jahre verlor die Partei so stark an Bedeutung, dass sie seit der Wahl 1999 gar nicht mehr in der Duma vertreten war. 2005 scheiterte der ehemalige russische Ministerpräsident Michail Kassjanow bei der Wahl zum Parteivorsitzenden. Dieses Amt bekleidet seitdem der eher wenig bekannte Politiker Andrei Bogdanow, der Mitglied der DPR seit ihrer Gründung 1990 ist.
Die Partei trat bei der Parlamentswahl in Russland 2007 erneut an, verfehlte jedoch deutlich die Siebenprozenthürde. Der Vorsitzende Bogdanow trat daraufhin am 2. März 2008 bei der Wahl zum Präsidenten der Russischen Föderation an. Seine Kandidatur galt jedoch von vornherein als aussichtslos. Er erreichte nur etwas mehr als ein Prozent der abgegebenen Stimmen.
Strategisch setzte die Partei in den letzten Jahren ihres Bestehens auf eine Zusammenarbeit mit den anderen liberalen Parteien Jabloko und Union der rechten Kräfte. Die Zersplitterung des liberalen Lagers wurde in der Vergangenheit als Hauptgrund für seine Erfolglosigkeit bei den Wahlen angesehen. Als Konsequenz betrieb die DPR die Fusion mit der Union der rechten Kräfte und der Partei Bürgerkraft zur großen neuen liberalen Partei Rechte Sache im November 2008. 2012 trat die Demokratische Partei Russlands aus der Partei aus und ist seitdem unabhängig.